# Das zweite Vaterland

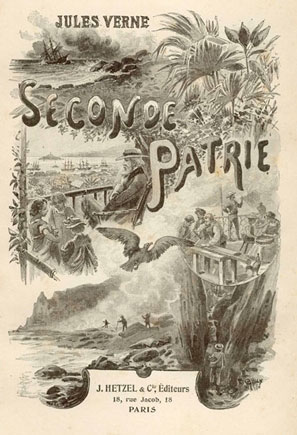
Titelseite der französischen Originalausgabe mit einer Illustration des Zeichners George Roux

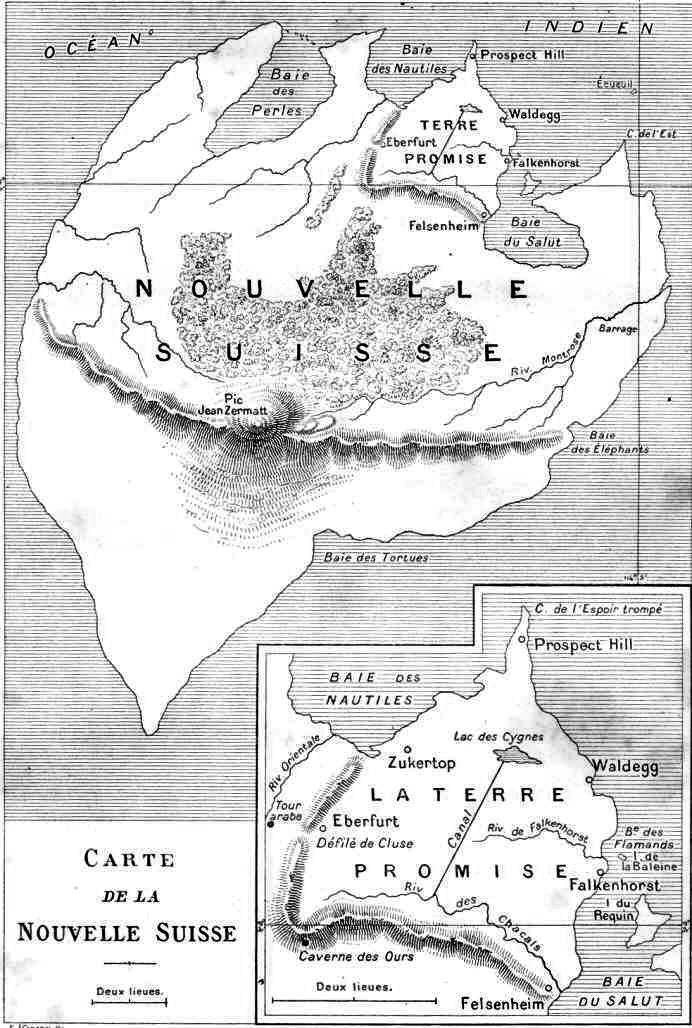
Karte der Insel „Neue Schweiz“ gezeichnet von George Roux

Das zweite Vaterland (Seconde patrie)  ist ein Roman des französischen Autors Jules Verne. Der erste Teil der Originalausgabe des Romans erschien am 26. Juli 1900, der zweite am 19. November 1900 im Verlag Pierre-Jules Hetzel. Die erste deutschsprachige Ausgabe erschien 1901 unter dem Titel Das zweite Vaterland. Der englische Titel des Romans lautet The Castaways of the Flag (auch Second Fatherland). Der Roman wurde auf Englisch zuerst in den beiden Teilen Their Island Home und The Castaways of the Flag veröffentlicht.

## Handlung
In dem Roman wird von Verne zuerst der Schiffbruch der Familie Zermatt aus der Schweiz aus dem Roman Der Schweizerische Robinson von Johann David Wyss nacherzählt und deren letzte Jahre auf ihrer Insel. Inzwischen ist die Inselgemeinde um die Schiffbrüchige Jenny und die britische Familie Wolston gewachsen, die mit einer Korvette auf die Insel gekommen ist. Mit diesem Schiff verlassen die Verlobten Jenny und Fritz mit Franz, der der Bruder von Fritz ist, die Insel. Sie planen nach etwa einem Jahr zurückzukehren. Die Urbarmachung der Insel schreitet voran, wobei das praktische Ingenieurwissen von Wolston sich als sehr nützlich erweist. Die Rückkehr der Englandbesucher lässt auf sich warten. Die Inselbewohner werden von Eingeborenen bedroht, die mit ihren Booten auf die Insel „Neue Schweiz“ verschlagen werden.
Jenny und Fritz heiraten. Mit Franz und einigen Freunden haben sie vor zurück auf die Insel zu reisen. Da die Abfahrt der Korvette durch eine Reparatur verzögert wird, beschließen die Reisenden mit einem anderen Schiff zu reisen. Dessen Mannschaft meutert jedoch und die Reisenden werden mit dem Kapitän und einigen Getreuen in einem kleinen Beiboot mitten auf dem Indischen Ozean ausgesetzt. Nach mehreren Tagen der Windstille landen die Ausgesetzten an der Küste einer ihnen unwirtlich erscheinenden Insel zwischen Klippen und baumlosen Felsen. Der Felsgürtel macht den Zugang zum Rest der Insel für die Gruppe unpassierbar. Die Lage verschlimmert sich massiv, als ihr Boot bei einem Sturm am Ufer zerschellt. Die Gestrandeten finden jedoch durch Höhlen einen Weg durch den Felswall und stellen kurz darauf fest, dass sie in Wirklichkeit an der „unfreundlichsten“ Stelle der Insel „Neuen Schweiz“ gelandet sind. Voller Freude darüber machen sie sich auf den Weg zur Siedlung. Die Siedlung ist jedoch von den Familien Zermatt und Wolston verlassen, da sich diese vor einem Überfall der auf der Insel gelandeten Eingeborenen auf eine vorgelagerte Insel retten mussten. Beide Gruppen finden zueinander. Die Eingeborenen stürmen jedoch die vorgelagerte Insel. Alle Beteiligten werden von der Besatzung der inzwischen eingetroffenen Korvette gerettet, die mit Gütern und dem Auftrag die Insel „Neue Schweiz“ für Großbritannien in Besitz zu nehmen unterwegs war. Die neue britische Kolonie floriert und hat nach nicht langer Zeit bereits über 2000 Bewohner.

## Hintergrund
Der Roman war Vernes Fortsetzung des Romans Der Schweizerische Robinson von Johann David Wyss, ein Lieblingsbuch seiner Jugend. Wyss’ Roman hatte Verne zuvor bereits inspiriert zu Onkel Robinson, einem unvollendeten Roman aus der Zeit von 1869 bis 1870, sowie zu Die Schule der Robinsons aus dem Jahr 1882.